# Daniel Carlsson (Schwimmer)
Kehn Eric Daniel Carlsson (* 14. November 1976 in Botkyrka) ist ein ehemaliger schwedischer Schwimmer. Bei Kurzbahnweltmeisterschaften gewann er je eine Silber- und Bronzemedaille. Bei Europameisterschaften erschwamm er eine Bronzemedaille auf der 50-Meter-Bahn sowie dreimal Gold und einmal Bronze auf der 25-Meter-Bahn.

## Sportliche Karriere
1995 bei den Kurzbahnweltmeisterschaften in Rio de Janeiro belegte die 4-mal-100-Meter-Freistilstaffel mit Niclas Ohman, Daniel Carlsson, Joakim Holmqvist und Fredrik Letzler den vierten Platz mit 0,33 Sekunden Rückstand auf die drittplatzierten Rumänen.
Im Dezember 1998 bei den Kurzbahneuropameisterschaften in Sheffield erreichte Carlsson den dritten Platz über 50 Meter Rücken, wobei er nur eine Hundertstelsekunde hinter dem Deutschen Stev Theloke auf dem zweiten Platz anschlug. Zum Abschluss der Wettbewerbe gab es zwei siegreiche Mannschaften in der 4-mal-50-Meter-Lagenstaffel. Daniel Carlsson, Patrik Isaksson, Jonas Akesson und Lars Frölander schlugen zeitgleich mit dem deutschen Quartett an, beide Staffeln erhielten Gold.
Im April 1999 bei den Kurzbahnweltmeisterschaften in Hongkong siegte die australische 4-mal-100-Meter-Freistilstaffel vor den Niederländern und der schwedischen Mannschaft mit Daniel Carlsson, Mattias Ohlin, Lars Frölander und Dan Lindström. Über 50 Meter Rücken belegte Carlsson den vierten Platz. In der 4-mal-100-Meter-Lagenstaffel gewannen die Australier mit 0,44 Sekunden Vorsprung vor Ohlin, Isaksson, Carlsson und Frölander.
Im Juli 1999 begannen die Europameisterschaften in Istanbul. Carlsson wurde Fünfter über 50 Meter Schmetterling und Sechster über 100 Meter Schmetterling. In der 4-mal-100-Meter-Lagenstaffel gab es zwei Dritte. Hinter den Niederländern und den Deutschen schlug das russische Quartett zeitgleich mit dem schwedischen Team mit Ohlin, Isaksson, Carlsson und Frölander an.
Im Dezember 1999 bei den Kurzbahneuropameisterschaften in Lissabon siegte die schwedische 4-mal-50-Meter-Freistilstaffel mit Claes Andersson, Lars Frölander, Stefan Nystrand und Daniel Carlsson sowie die 4-mal-50-Meter-Lagenstaffel mit Daniel Carlsson, Patrik Isaksson, Lars Frölander und Stefan Nystrand jeweils vor dem deutschen Quartett.
Bei den Olympischen Spielen 2000 in Sydney schied Carlsson über 100 Meter Schmetterling als 23. des Vorlaufs aus. Die 4-mal-100-Meter-Lagenstaffel mit Daniel Carlsson, Martin Gustavsson, Stefan Nystrand und Mattias Ohlin verfehlte als Vorlaufzehnte das Finale um drei Zehntelsekunden.
Daniel Carlsson schwamm für Väsby Simsällskap.